# Айтач Зулу
Айтач Зулу (нім. Aytaç Sulu, нар. 11 грудня 1985, Гайдельберг, Німеччина) — німецький футболіст, що грає на позиції захисника.

## Клубна кар'єра
Станом на 2016 рік:
| Клуб             | Клуб                 | Клуб               | Ліга | Ліга | Кубок | Кубок | Загалом | Загалом |
| Сезон            | Клуб                 | Ліга               | Ігри | Голи | Ігри  | Голи  | Ігри    | Голи    |
| Німеччина        | Німеччина            | Німеччина          | Ліга | Ліга | Кубок | Кубок | Загалом | Загалом |
| ---------------- | -------------------- | ------------------ | ---- | ---- | ----- | ----- | ------- | ------- |
| 2004–05          | «Зандгаузен»         | Регіональна ліга   | 4    | 0    | —     | 0     | 4       | 0       |
| 2005–07          | «Балінгер»           | Регіональна ліга   | 34   | 3    | 0     | 0     | 34      | 3       |
| 2007–09          | «Гоффенгайм 1899 ІІ» | Бундесліга 3       | 65   | 0    | 0     | 0     | 65      | 0       |
| 2009–11          | «Аален»              | Бундесліга 3       | 70   | 5    | —     | 0     | 70      | 5       |
| 2011–12          | «Генчлербірлігі»     | Турецька ліга      | 2    | 0    | 0     | 0     | 24      | 0       |
| 2012–13          | «Альтах»             | Бундесліга Австрії | 15   | 2    | 0     | 0     | 15      | 2       |
| 2013–            | «Дармштадт 98»       | Бундесліга         | 116  | 14   | 0     | 0     | 116     | 14      |
| Загалом          | Німеччина            | Німеччина          | 289  | 22   | 0     | 0     | 289     | 22      |
| За всієї кар'єри | За всієї кар'єри     | За всієї кар'єри   | 306  | 24   | 0     | 0     | 306     | 24      |